# Amstrad
Amstrad — британська компанія — виробник електроніки. Заснована у 1968 році Аланом Шугаром, назва компанії розшифровується як Alan Michael Sugar Trading. В кінці 1980-х «Amstrad» займав значне місце на ринку персональних комп'ютерів Великої Британії. Після 2007 року компанія повністю належить мовній компанії «BSkyB».
Штаб-квартира знаходиться у Брентвуді, графство Ессекс (Англія).

## Історія

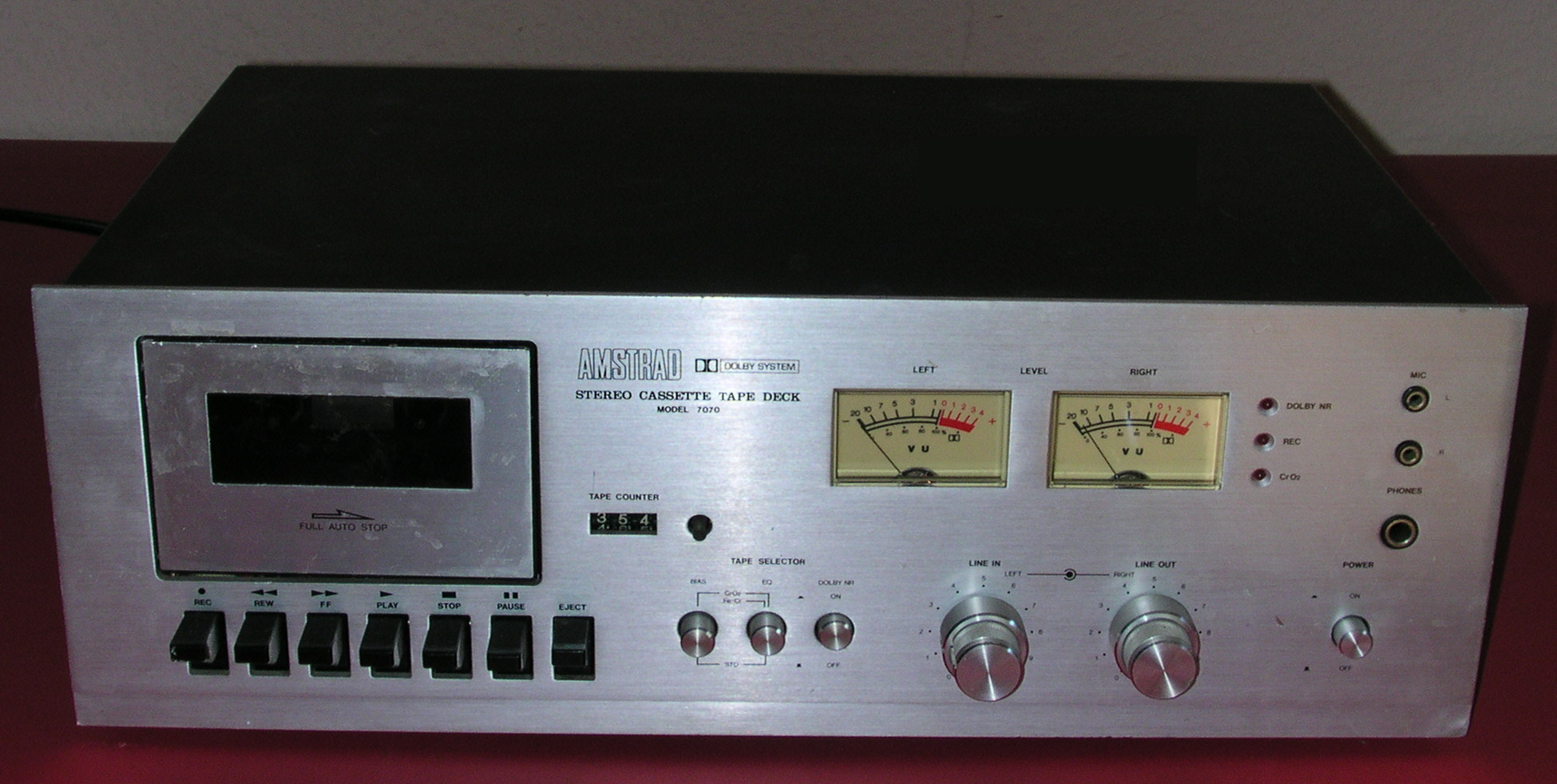
Касетна дека «Amstrad»

«Amstrad» після заснування вийшла на ринок побутової електроніки у 1968 році і протягом 1970-х років пропонувала недорогі Hi-Fi системи, телевізори і касетні плеєри для автомобілів. Низька ціна досягалась за рахунок використання технології лиття пластмас під тиском при виготовленні корпусних елементів, що дозволяло обходити конкурентів, які використовували процес вакуумного формування.
«Amstrad» також розширяла свою присутність на ринку імпортом аудіо-підсилювачів та тюнерів, продаючи їх під своїм брендом у Великій Британії.
У 1980 році «Amstrad» випустила акції на Лондонській фондовій біржі й подвоювала обсяги реалізації та прибуток щороку протягом декількох років. У 1984 році розпочалось виробництво домашніх комп'ютерів «Amstrad CPC» зі спробою відібрати частину ринку у «Commodore» та «Sinclair». Три мільйони домашніх комп'ютерів марки «Amstrad» розійшлись усім світом за вісім років продажів.

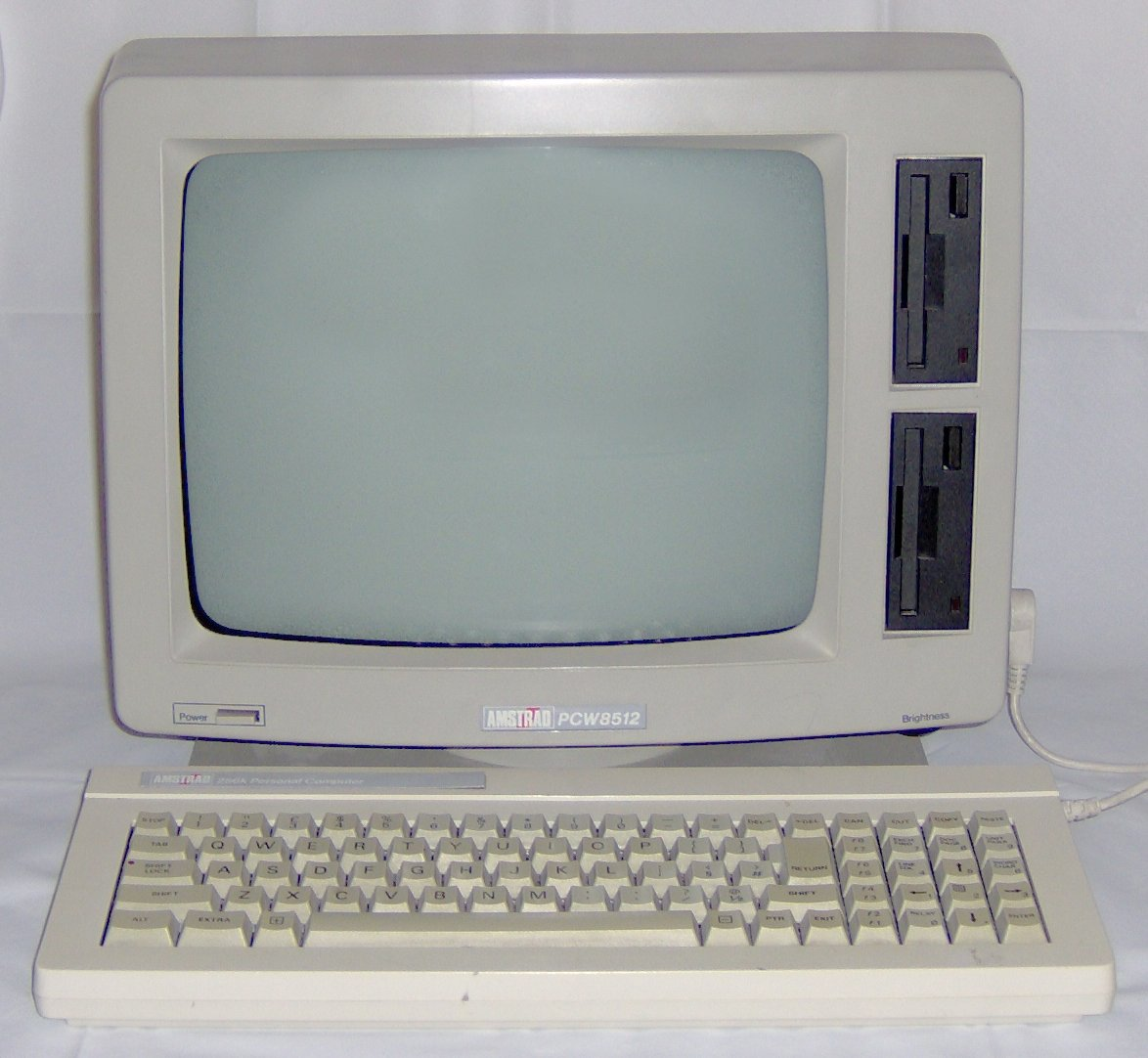
Текстовий процесор «Amstrad PCW512»

У 1985 році з'явились перші моделі текстових процесорів Amstrad PCW, які постачались у комплекті з принтером і працювали під управлінням програми LocoScript, але могли також працювати під управлінням операційної системи CP/M. Для розроблення програмного забезпечення у компанії було виділено підрозділ Amsoft.

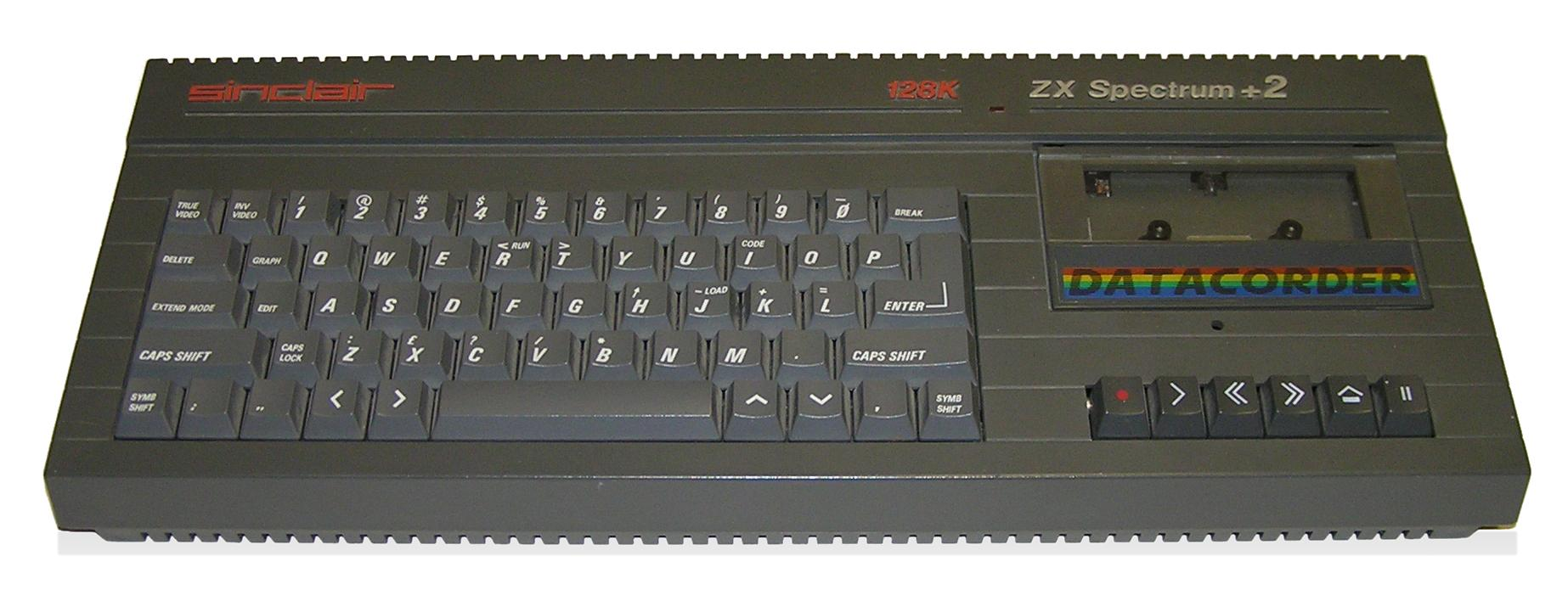
«ZX Spectrum +2»

7 квітня 1986 року Amstrad оголосила про придбання у «Sinclair Research» за 5 мільйонів фунтів «…права на виробництво і продаж по усьому світу усіх існуючих і майбутніх комп'ютерів та комп'ютерної техніки „Sinclair“, разом з назвою бренду і тими правами на інтелектуальну власність, що належать до комп'ютерів та супутніх товарів». Угода включала передачу всіх нерозпроданих «ZX Spectrum» та «Sinclair QL», і «Amstrad» виручила лише на продажу цих залишків понад 5 мільйонів фунтів. Amstrad випустила дві свої моделі Spectrum: «ZX Spectrum +2», створену на основі «ZX Spectrum 128», із вбудованим магнітофоном (як у CPC 464), та «ZX Spectrum +3» із вбудованим дисководом на 3,25 дюйма (як у CPC 664).
Компанія випустила декілька моделей персональних комп'ютерів з операційною системою MS-DOS і графічним інтерфейсом GEM, а згодом — з «Windows». Перша модель, PC1512, була випущена у 1986 році за ціною у £399, й виявилась досить вдалою, у Amstrad виявилось близько чверті європейського ринка таких машин. У 1988 році «Amstrad» випустила перші портативні ПК PPC512 та PPC640, що працювали під MS-DOS; вбудований рідкокристалічний екран міг підтримувати стандарти відеоадаптерів MDA та CGA. В останній (невдалій) спробі використати бренд «Sinclair», компактний настільний ПК мав назву «Sinclair PC200», а комп'ютер PC1512 також продавався як «Sinclair PC500».
Друге покоління персональних комп'ютерів «Amstrad», серія PC2000, була запущена у 1989 році. Але через проблеми з жорсткими дисками «Seagate ST277R», що були встановлені на модель PC2386, їх довелось відкликати для заміни контролера на «Western Digital». Згодом «Amstrad» успішно судився з «Seagate», але негативні відгуки через проблеми з дисками у пресі привели до того що «Amstrad» втратив лідерство на європейському ринку персональних комп'ютерів.
На початку 1990-х «Amstrad» перенесла фокус на мобільні комп'ютери. У 1990 році компанія робить спробу вийти на ринок ігрових приставок з моделлю «Amstrad GX4000», виготовленою на основі «Amstrad 464 Plus»; але спроба дебютувати з 8-розрядною консоллю закінчилась комерційним провалом, оскільки на ринку уже були 16-розрядні «Mega Drive» та «Super Nintendo». У 1993 році «Amstrad» купує ліцензію у «Sega» й випускає «Amstrad Mega PC», систему схожу на «Sega TeraDrive», з тим щоб зберегти свою присутність на ринку ігор; але і цього разу спроба виявляється невдалою, в основному через високу початкову ціну у £599. У тому ж році «Amstrad» випускає кишеньковий комп'ютер «PenPad», й виходить з ним на ринок на декілька тижнів раніше за «Apple Newton», але і це виявилось провалом через низку технічних проблем та незручний інтерфейс.
Після цього в «Amstrad» пробують зосередитись на телекомунікаціях, на початку 1990-х компанія купує «Betacom», «Dancall Telecom», «Viglen Computers» та «Dataflex Design Communications». «Amstrad» стала основним постачальником приймачів для британського провайдера супутникового телебачення «Sky»; «Amstrad» була ключовою компанією при виході «Sky» на ринок у 1989 році як єдиний постачальник приймачів та параболічних антен.
У 1997 році компанію «Amstrad» було ліквідовано, а її акції розділені між «Viglen» та «Betacom». «Betacom PLC» була перейменована на «Amstrad PLC».

## Комп'ютери «Amstrad»
Домашні комп'ютери

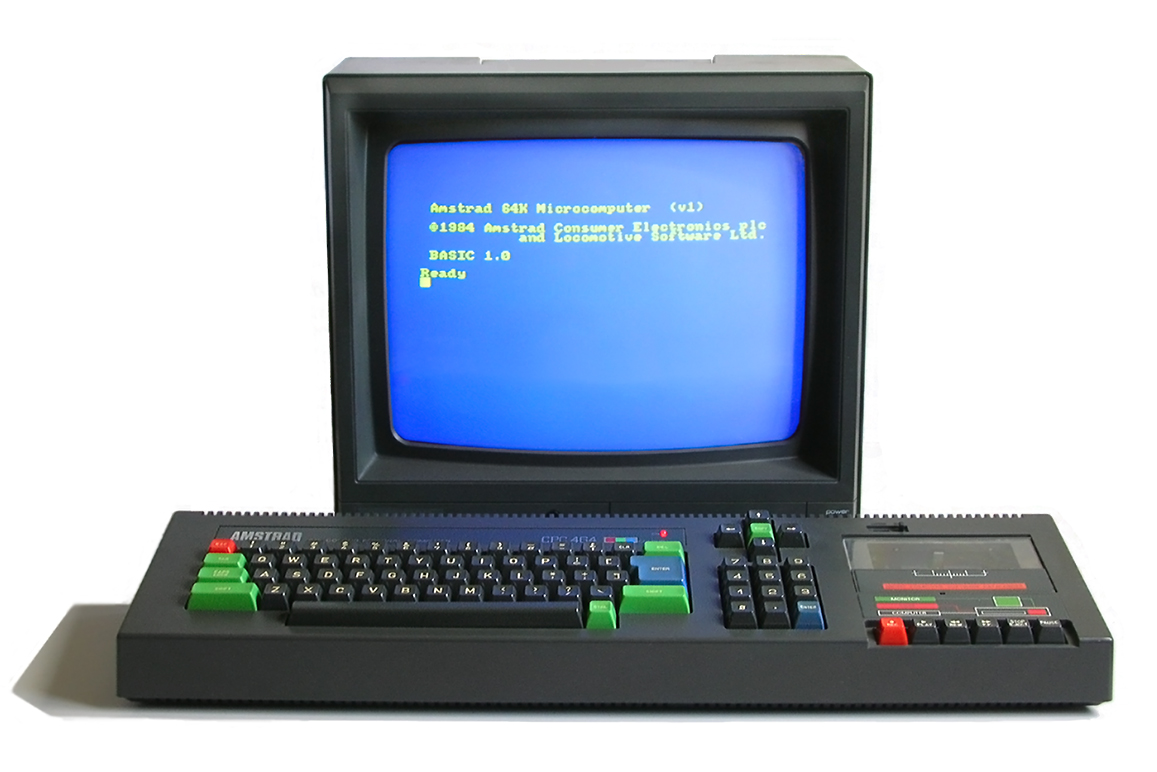
Комп'ютер Amstrad CPC 464

- Ряд Amstrad CPC: CPC464, CPC472, CPC664, CPC6128, 464 Plus, 6128 Plus
- GX4000 — ігрова приставка на основі 464 Plus
- Sinclair ZX Spectrum +2, ZX Spectrum +3

Текстові процесори
- PCW8256, PCW8512, PCW9512, PcW9256, PcW9512+, PcW10, PcW16

Ноутбуки
- NC100, NC150, NC200

PC-сумісні
- PC1512, PC1640, PPC512, PPC640

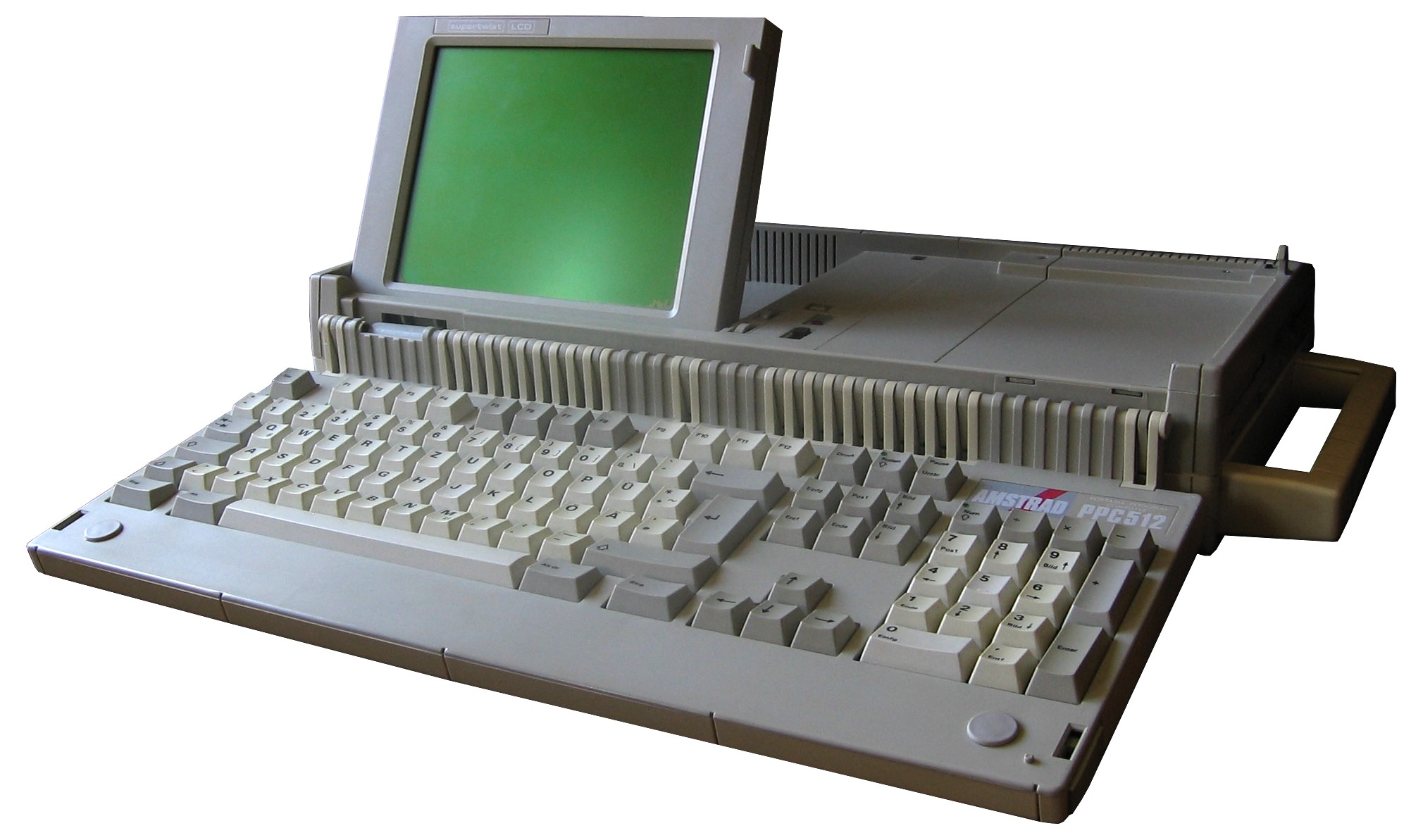
Amstrad PPC 512

- Sinclair PC200, PC-20, Sinclair PC500
- PC1286, PC1386, PC2086, PC2286, PC2386, PC3086, PC3286, PC3386SX, PC4386SX, PC5086, PC5286, PC5386SX, PC6486SX, PC7000, PC8486, PC9486, PC9555i

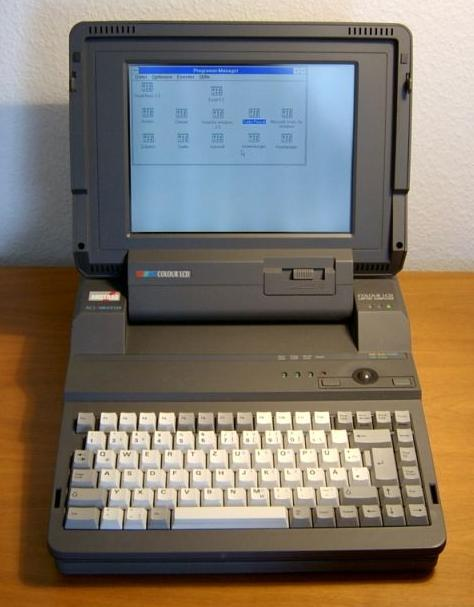
Amstrad ACL-386SX

- ALT286, ALT386SX, ACL386SX, ANB386SX

PC-периферія
- Принтери: Amstrad DMP1000, DMP3000
- Модем: Amstrad SM2400

Інше
- PDA600 PenPad — КПК
- Amstrad Sky+ — приймач супутникового ТБ